# Halls Creek
Halls Creek egy körülbelül 1400 lakosú település Nyugat-Ausztrália Kimberley régiójában. A Perth és Darwin közötti Great Northern Highway országút mentén fekszik, minimális lakosságú területen. Az egyetlen jelentősebb település 600 kilométeres körzeten belül.

## A település története
A környék évezredek óta lakott. Különféle ausztrál őslakos törzsek éltek a környéken. Az első európaiak az 1800-as évek közepén érkeztek. 1885 karácsony napján egy Charlie Hall nevű férfi egy közel 1 kilogrammos aranyrögöt talált, a várost ezután róla nevezték el. Ezzel hamarosan megkezdődött az aranyláz. Az addig jelentéktelen település 15000 lakosúra hízott fel igen rövid idő alatt. A rossz körülmények, egészségtelen környezet, az orvosi segítség teljes hiánya miatt sok volt a haláleset, az egykori sírok megtalálhatók a régi város temetőjében.
Az aranyláz mindössze néhány hónapig tartott, de a város ezután is fennmaradt, utánpótlási és ellátóközpont lett a környék marhagazdaságai és az őslakó közösségek számára. Távíróállomás, rendőrőrs és kormányzati iroda létesült. 1918-ban missziós kórházat építettek, majd 1948-ban kisebb  repülőteret.
Az 1950-es évekig a települést csak igen hosszú és gyenge minőségű földúton lehetett megközelíteni, a gépjármű korszak előtt több hét alatt. 1952-ben készült el a szintén igen hosszú, de jó minőségű, aszfaltozott Great Northern Highway. Gazdasági okokból az új út nem érintette Halls Creeket, ezért az egész települést gyakorlatilag áttelepítették az út mellé, mintegy tíz kilométer távolságra. A ma látható város az új Halls Creek. A régi város 1954-re teljesen elnéptelenedett, romjai népszerű turistacélpontot jelentenek.

## Halls Creek napjainkban
A város napjainkban a környék lakosságának és az átutazóknak az ellátásából és a turizmusból él. A lakosság kb. 70 százaléka őslakó, főleg a Djaru népből. A főleg az őslakókat érintő súlyos alkoholproblémák miatt az egész város alkoholtilalmi övezet (a leggyengébb söröket leszámítva). A gazdaság fellendítésére tervbe van véve egy ritka földfémeket kitermelő bánya megnyitása.

## Közlekedés
A város a Perth és Darwin közötti Great Northern Highway mentén fekszik. Ez egy jó minőségű aszfaltút, távolsági buszforgalommal. A városból indul a Nagy Homoksivatagon keresztül délnyugatra Wiluna felé a mintegy 1700 kilométer hosszú Canning Stock Route, mely egy néptelen környéken haladó földút. Délkeletre tart a Duncan Road, szintén földút. A várostól nyugatra, a Great Northern Highwayból ágazik el déli irányba a Tanami Road, mely Alice Springsbe tart, túlnyomó részt szintén földút.
A városnak saját repülőtere van, elsősorban különgépek, turistagépek és légitaxik számára. Vasút a környéken nincs.

## Látványosságok, turistaforgalom

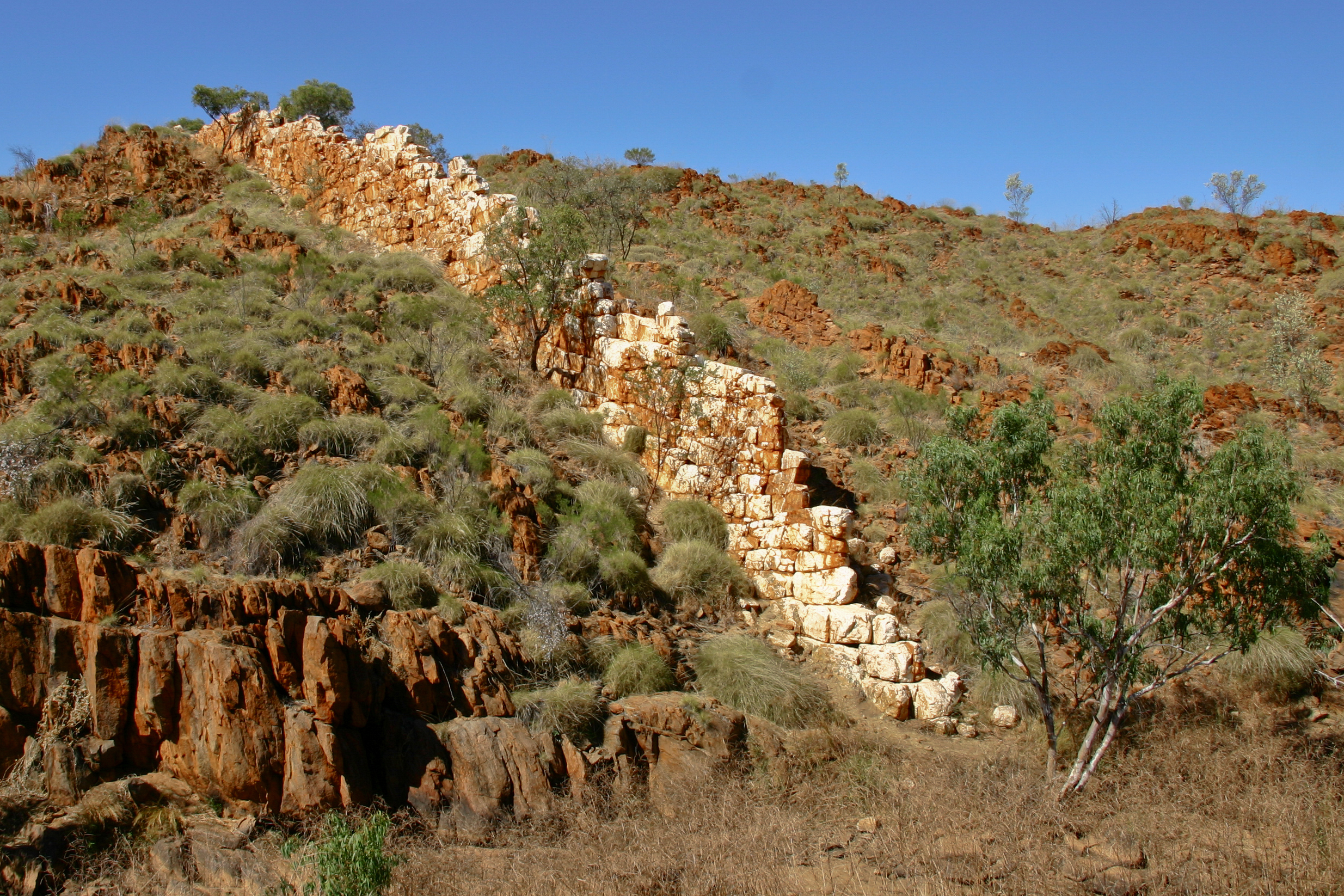
A Kínai Fal sziklaalakzat

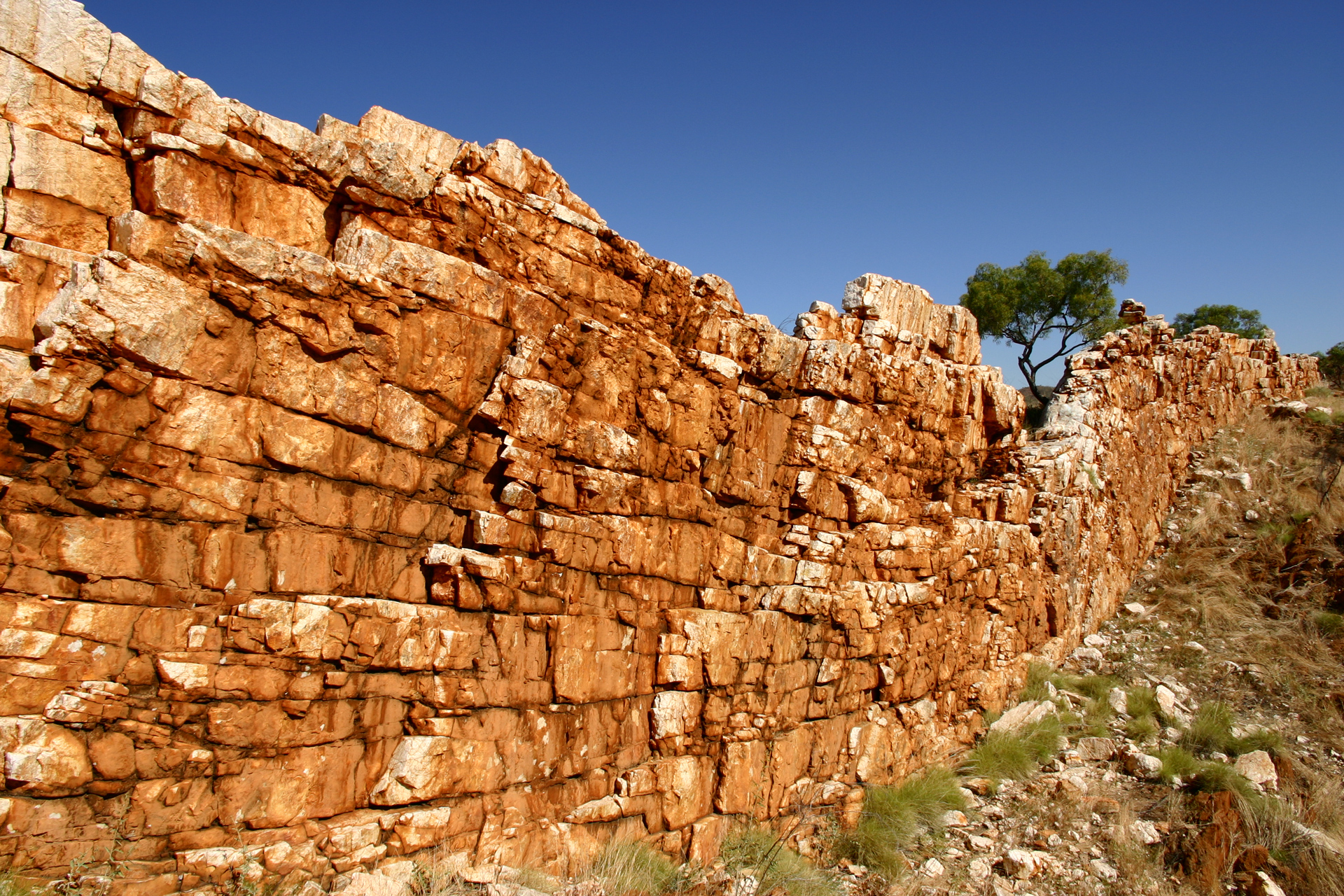
A Kínai Fal közelről

A város különösebb nevezetességeket nem kínál, de kiindulópontja a környék látványosságainak. Több szálláslehetőség van, autót és repülőt is lehet bérelni.
A városból induló Duncan Road mentén, mintegy hat kilométer után egy természeti érdekesség található, a Kínai Fal (China Wall), mely egy egykoron vízszintesen lerakódott, majd élére fordult, falszerű kőzetalakzat. Innen tovább pár kilométer a régi város romja.
A Tanami Road irányából lehet megközelíteni a Wolfe Creek-krátert, mely a világ második legnagyobb, szabad szemmel is felismerhető meteoritkrátere. Némileg kétes hírnevet szerzett a Wolf Creek – A haláltúra című filmből, ami egyébként a filmben látható helyen és módon nem történt meg.
A környék egyik legfontosabb látványossága keleti irányban a Purnululu Nemzeti Park, benne a Bungle Bungle különösen látványos, egyedülálló sziklaalakzatai.
A környék fentebb említett földútjai is fontos turistautak, de felkeresésük a hely elhagyatottsága, az éghajlat és a rossz útviszonyok miatt alapos előkészületet és fokozott óvatosságot igényel.

## Halls Creek felkeresése
A város igen távol fekszik a szokásos turistacentrumoktól és nagyvárosoktól. Perth felől közel háromezer kilométeres az út, Darwin is kb. ezer kilométerre van. Alice Springs irányából a Tanami Road is kb. 700 kilométer földutat jelent. A város igen hosszú vezetéssel, vagy távolsági autóbusszal érhető el. Menetrendszerű repülőgépről nincs megbízható adat. Utazásra az ottani téli hónapok a legalkalmasabbak. Nyáron a nagy  meleg és az esőzések, áradások miatt nem célszerű az utazás.

## Külső hivatkozások
- Halls Creek hivatalos honlapja (angolul)
- http://localstats.qpzm.com.au/stats/wa/northern/kimberley-north/halls-creek
- http://www.discoveraustralia.com.au/western_australia/halls_creek.html
- https://web.archive.org/web/20130916032646/http://www.kimberley-australia.com/Kimberley_Halls%20Creek.php